# 栗村和夫
栗村 和夫（くりむら かずお、1924年（大正13年）10月8日 - 1992年（平成4年）1月25日）は、宮城県遠田郡小牛田町（現美里町）出身の政治家。小牛田町長、参議院議員。

## 人物
宮城県小牛田農林学校林科（現宮城県小牛田農林高等学校）卒業。1945年（昭和20年）宇都宮農林専門学校林業科卒業（現宇都宮大学農学部）。
1966年4月の小牛田町長選で第2代町長に初当選し、連続5期当選。
1989年に町長を辞職し、7月の第15回参議院議員通常選挙宮城県選挙区（当時は定数1）に日本社会党公認で立候補、自民党候補の2倍近い46万票余りを獲得し初当選した。
しかし、任期途中の1992年1月25日、慢性呼吸不全のため、東京大学医学部附属病院分院で死去した。67歳没。同年2月4日、特旨を以て位記を追賜され、死没日付をもって従五位勲四等に叙され、旭日小綬章を追贈された。哀悼演説は同年2月14日、参議院本会議で鶴岡洋により行われた。